# Hippodamia apicalis
Hippodamia apicalis – gatunek chrząszcza z rodziny biedronkowatych.
Gatunek ten opisany został po raz pierwszy w 1899 roku przez Thomasa Lincolna Caseya Juniora. Jako miejsce typowe wskazano Reno w Nevadzie.
Chrząszcz o wydłużonym i lekko przypłaszczonym ciele długości od 3,5 do 4,7 mm i szerokości od 2,25 do 2,9 mm. Głowa jest błyszcząca, niegęsto punktowana i słabo pomarszczona. Ubarwiona jest czarno z poprzeczną plamką jasnej barwy. Przedplecze jest czarne z jasnym obrzeżeniem krawędzi przedniej i bocznych, pozbawione dodatkowych jasnych plamek. Epimeryty śródtułowia są w całości ubarwione czarno. Pokrywy są jaskrawo pomarańczowe lub czerwone z czarnym nakrapianiem, czasem też z bladymi rozjaśnieniami. Wzór na pokrywach jest bardzo zmienny, a trafiają się też formy melanistyczne o całych pokrywach czarnych. Wierzchołkowa część przyszwowa pokryw zawsze jest czarna, co różni ten gatunek od Hippodamia parenthesis. Odróżnienie go od Hippodamia expurgata jest natomiast możliwe wyłącznie na podstawie budowy genitaliów samca.
Zarówno larwy, jak i imagines są drapieżnikami żerującymi na mszycach (afidofagia).
Owad nearktyczny, zamieszkujący zachodnią część tej krainy. Rozprzestrzeniony jest od południowej części kanadyjskiej Kolumbii Brytyjskiej przez Waszyngton, Idaho, Oregon, zachód Montany, zachód Wyoming, zachód Kolorado, Utah i Nevadę po południową Kalifornię oraz północne skraje Arizony i Nowego Meksyku.